# Wir diskutieren
Wir diskutieren war eine Schülerzeitung, die von 1960 bis 1973 vom Jugendzentrum MK (Marianische Kongregation) in Innsbruck herausgegeben wurde.

## Geschichte
Im Jahr 1959 übernahm der Jesuitenpater Sigmund Kripp die Leitung der Marianischen Kongregation der Gymnasialjugend in Innsbruck und baute sie mit 1 350 Mitgliedern (im Jahr 1973) zum größten Jugendzentrum Europas aus.
Im Oktober 1960 erschien die erste Ausgabe der Zeitung Wir diskutieren als Sprachrohr von Jugendlichen für Jugendliche. Erklärtes Ziel war es, über die Denkweise der Jugendlichen zu informieren, auch wenn sie Pessimismus, Hoffnungslosigkeit und Sinnzweifel beinhaltete. Thematisch deckte die Zeitung Aktivitäten im Jugendzentrum, regionale Ereignisse und weltpolitische Themen ab. So wurden beispielsweise mit dem Vietnamkrieg auch christliche Werte hinterfragt: „Heißt liebe deine Feinde eigentlich töte deine Feinde?“ Diese Form des jugendlichen Selbstausdrucks war damals äußerst progressiv und führte zu zahlreichen Konflikten mit öffentlichen Institutionen und der Kirche, insbesondere mit Diözesanbischof Paulus Rusch.
Im Jahr 1964 bezog die MK das neu gebaute John-F.-Kennedy-Haus. Die Zeitung spiegelte die Erziehungslinie des Kennedy-Hauses nur insofern wider, als die freie Meinungsäußerung der Jugendlichen ein zentraler Bestandteil dieser Linie war. Ziel war es, das Verhältnis zwischen Herausgeber und Zeitung so zu gestalten, wie es auch bei unabhängigen Medien idealerweise der Fall ist, um die Jugendlichen mit demokratischen Spielregeln vertraut zu machen.
Im Jahr 1966 wurde zusätzlich die Zeitschrift Der Pietz für Kinder im Alter von 10 bis 14 Jahren ins Leben gerufen. Sie verfolgte einen weniger politischen Anspruch.
Aufgrund theologischer und pädagogischer Differenzen wurde Sigmund Kripp 1973 von Bischof Rusch und dem Generaloberen des Jesuitenordens, Pedro Arrupe, als Erzieher in Innsbruck abgesetzt. Als Begründung wurde mehrfach die Art der Schülerzeitung angeführt. In der Folge verloren sowohl das Jugendzentrum als auch das Zeitschriftenprojekt – das zunächst als Wir informieren und ab 1975 unter dem Namen Subjektiv weitergeführt wurde – ihre dynamische und offene Ausrichtung.

## Zensur
Es war gesetzlich vorgeschrieben, dass ein Erwachsener die Verantwortung für die Zeitung übernehmen musste. Etwaige Zensuransprüche richteten sich somit nicht gegen die Schüler, sondern gegen das Erzieherteam des Jugendzentrums. Wenn die MK-Mitarbeiter darauf verzichteten, die Rolle des Zensors selbst zu übernehmen, so war die Überlegung dahinter, dass ein erwachsener Zensor die Jugendlichen dazu verleiten könnte, ihre Verantwortung abzugeben und lediglich auszutesten, welche Inhalte der Zensur standhalten und welche nicht. Als Erzeugnis eines Projekts in kirchlicher Trägerschaft zählte Wir diskutieren laut Sigmund Kripp trotzdem zu den am stärksten zensurierten  Zeitschriften. Anfangs erfolgte die Zensur durch Professoren der Theologischen Fakultät der Universität Innsbruck. Diese mussten über die Jahre mehrfach ersetzt werden, da ihre Eingriffe als zu nachgiebig angesehen wurden. Schließlich verlor der Bischof das Vertrauen in die Fakultät, und 1970 übernahm der damalige Jugendseelsorger des Dekanats Innsbruck, der Diözesanpriester Meinrad Schumacher, die Aufgabe.
Die Konflikte drehten sich nie um gesetzeswidrige Inhalte wie Pornografie oder Beleidigungen. Beanstandet wurde zum Beispiel Kritik am Bundesheer im Artikel Soll Österreich abrüsten? – als Angehöriger einer katholischen Jugendgruppe dürfe man solche Ansichten einfach nicht haben. Der Artikel Keep your hair long! wurde als „Aufstachelung zum Ungehorsam“ bezeichnet. In Sonntag in Innsbruck beschrieb ein Jugendlicher, wie er den Mut aufbrachte, seinen Eltern mitzuteilen, dass er nicht mehr an den Sonntagsausflügen nach Südtirol teilnehmen wolle – dieser Beitrag wurde als „destruktiv“ bezeichnet.
Redaktionsintern wurden Beiträge, deren Veröffentlichung die Streichung öffentlicher und kirchlicher Subventionen an das Kennedy-Haus riskierte, „Hunderttausend-Schilling-Artikel“ genannt. Da der drohende Entzug von Fördermitteln nicht nur die Zeitung, sondern das gesamte Jugendzentrum gefährdete, wurden die redaktionellen Entscheidungen zu einem politischen Lernprozess. Kripps Rat an die Jugendlichen lautete: „Haltet euch zunächst zurück, bewahrt eure eigene Meinung, erarbeitet euch eine fundierte Position – und dann sprecht.“